# Феофан (Прокопович)
Архиепископ Феофа́н (в миру Елисе́й, по другим сведениям — Елеаза́р Цере́йский, после смерти родителей взял фамилию своего дяди Прокопо́вич; 8 (18) июня 1681, Киев, Русское царство — 8 (19) сентября 1736, Санкт-Петербург, Российская империя) — русский политический и духовный деятель, богослов, писатель, поэт, математик, философ, переводчик, публицист, универсальный учёный. Ректор Киевской академии (1710 — 1716), архиепископ Псковско-Великолукский и Нарвский (1718 — 1725), Великоновгородский (1725 — 1736); епископ Православной Русской церкви; с 25 июня (7 июля) 1725 года архиепископ Новгородский. 
С 25 января 1721 года — первый вице-президент Святейшего правительствующего синода (и по смерти Стефана Яворского — его фактический руководитель), с 15 июля 1726 года — первенствующий член Синода Православной Российской церкви; проповедник, сподвижник Петра I.

## Детство и образование
Родился в Киеве 18 июня 1681 года в семье мелкого торговца, предположительно выходца из Смоленска; имена родителей неизвестны. Об отце ничего не известно, носил фамилию матери. Оставшись в раннем возрасте сиротой, был взят на воспитание дядей по материнской линии — Феофаном Прокоповичем, ректором Киево-Братской коллегии и наместником Киево-Братского монастыря. Образование получил в Киево-Могилянской академии; совершенствовал свои знания во Львове и после перехода в униаты обошёл пешком всю Европу. Посещал университеты в Лейпциге, Халле, Йене. 
В 1701 году в Риме поступил в прославленную тогда иезуитскую коллегию св. Афанасия, учреждённую для греков и славян.
Прослушав в этой коллегии полный курс, приобрёл значительные знания в исторических, богословских и философских сочинениях, а также в древнеклассической литературе и своими выдающимися способностями обратил на себя внимание папы Климента XI, но не захотел остаться в Риме и в 1704 году вернулся в Киев.

## Преподавательская деятельность в Киеве
Вернувшись в Киев и снова обратившись в православие, он стал преподавать в Киево-Могилянской академии сначала поэтику, потом риторику, философию и наконец, богословие. По всем этим предметам он составил руководства, отличавшиеся от других подобных изданий того времени ясностью изложения и отсутствием схоластических приёмов.
Будучи преподавателем поэтики и удовлетворяя обычаю, требовавшему сочинения драматических представлений для школьной сцены, написал трагикомедию «Владимир», посвящённую гетману Мазепе, в которой, изображая победу христианства над язычеством и осмеивая жрецов, как поборников суеверия и невежества, выступил горячим защитником просвещения и сторонником начатой уже императором  Петром Великим решительной борьбы со старыми народными предрассудками. 
По случаю Полтавской победы 1709 года сочинил панегирическую проповедь, которая была по приказанию Петра переведена на латинский язык самим автором.
В 1711 году был вызван в царский лагерь во время Прутского похода, а по возвращении оттуда сделан игуменом Братского монастыря и ректором Киево-Могилянской академии.
Продолжая свою преподавательскую деятельность, издал ряд популярных рассуждений, диалогов и проповедей о различных богословских вопросах. Все эти сочинения отличаются живым и остроумным изложением и стремлением к критическому анализу. Несмотря на полученное в юности католическое образование, Феофан являлся заклятым противником всего католического в науке и жизни и поклонником новой европейской науки, созданной Фрэнсисом Бэконом и Рене Декартом; он решительно выступал с резким, принципиальным отрицанием всякого авторитета духовенства как учительского сословия, требуя свободного, критического отношения ко всем научным и жизненным вопросам и опровергая старую теорию о первенстве духовной власти над светской и вообще о первенстве духовенства над всеми прочими сословиями.

## В Петербурге
В 1716 году царём Петром I был вызван в Санкт-Петербург.
Здесь Феофан сначала выступил в качестве проповедника-публициста, разъясняя действия власти и доказывая необходимость преобразований, а также осмеивая и сатирически обличая её противников. Из этих проповедей особенно замечательны слова о царском путешествии за границу и «Слово о власти и чести царской» (1718), посвящённое доказательству необходимости для России неограниченного самодержавия, причём проповедник особенно вооружался на «богословов», полагавших, что власть духовная выше светской.
Феофан Прокопович проповедовал цезаропапизм, утверждая, что император (даже языческий) есть видимый Глава церкви, «понтифекс», в доказательство чего в июле 1721 года им был издан трактат под названием «Розыск историческии, коих ради вин, и в яковом разуме были и нарицалися императоры римстии, как язычестии, так и християнстии, понтифексами или архиереами многобожнаго закона; а в законе христианстем, христианстии государи, могут ли нарещися епископи и архиереи, и в каком разуме» (1721). Идеология цезаропапизма Феофана стала де-факто идеологией Православной Российской Церкви в Синодальный период (1721—1917). Присяга для членов Святейшего синода гласила: «<…> Исповѣдую же с клятвою крайняго Судію Духовныя сея Коллегіи быти Самаго Всероссійскаго Монарха Государя нашего Всемилостивѣйшаго. <…>».
2 июня 1718 года Феофан был рукоположен во епископа Псковского и Нарвского, фактически пребывая в Петербурге, и с этого времени становится главным помощником Петра Великого в делах духовного управления. Через его руки проходят, им составляются или, по крайней мере, редактируются все важнейшие законодательные акты по делам церкви; по поручению царя он пишет предисловия и толкования к переводам иностранных книг, учебники, богословские и политические трактаты и проч. Им составлен «Духовный регламент» (1721), «Слово похвальное о флоте российском», «Слово о власти и чести царской» (1718), написаны предисловие к Морскому уставу (1719), краткое руководство для проповедников, «Объявление» о монашестве (1724), трактат о патриаршестве, «Первое учение отроком», рассуждения о браках с иноверцами, о крещении, о расколе, подробный комментарий к «Уставу о престолонаследии» под заглавием: «Правда воли монаршей во определении наследника державы своей» (1722) и мн. др. Феофан выступал также как поэт, автор силлабических виршей («За Могилою Рябою» — о Прутском походе, посвящение Антиоху Кантемиру, эпиграммы).
При учреждении в январе 1721 года Святейшего синода (Духовной коллегии) Феофан стал его первым вице-президентом (и по смерти Стефана Яворского — его фактическим руководителем), с 15 июля 1726 года — первенствующий член Синода.
Пётр нередко делал Феофану подарки: лично сам подарил ему несколько деревень, дарил значительные денежные суммы. В Петербурге Феофан выстроил себе обширное подворье на левом берегу реки Карповки (Карповское подворье).
В то время, как представители великорусской церковной партии и старшие иерархи из киевских учёных, руководителем которых был Стефан Яворский, в своих воззрениях на отношения светской власти к духовной, а также и в некоторых богословских вопросах, склонялись к католическому учению, Феофан стоял на точке зрения, близкой к убеждениям протестантских богословов, среди которых он имел немало друзей и почитателей.
В частности, Феофан Прокопович признавал Бога как основу всего сущего, но одновременно он считал, что «материю нельзя никогда ни создать, ни разрушить, ни уменьшить, ни увеличить», поскольку она развивается на почве собственных, заложенных природой, закономерностей. Он отвергал взгляды, по которым материя не имеет собственного существования, называл учение Платона «сказкой», а его же учение об идеях — пустым бредом, так как считал, что ничто не возникает из ничего и мир является материальным. Материя едина и во льве, и в камне, и в человеке. Возникновение и уничтожение, «круговорот небес», движение элементов, активность и застылость, другие состояния и возможности вещей происходят благодаря движению, которое является основой всего.
С 25 июня (7 июля) 1725 года был архиепископом Великого Новгорода и Великих Лук.
Его политические убеждения, основой которых была теория так называемого «просвещённого абсолютизма», всецело разделялись Петром I. При таком положении дела многочисленные враги Феофана не имели возможности ему вредить. По смерти Петра обстоятельства изменились: ему пришлось выдержать ожесточённую и опасную борьбу, отражая обвинения уже не столько богословского, сколько политического характера. Но сумел искусно воспользоваться обстоятельствами вступления на престол императрицы Анны и стать во главе той партии «среднего чина людей», которые разрушили замыслы «верховников» подачей государыне известной челобитной о восстановлении самодержавия.
Благодаря своему деятельному участию в этом событии, вновь приобрёл прочное положение при Дворе и в Синоде — и обрушился на своих старых врагов, полемику с которыми на этот раз повёл уже не столько в литературе, сколько в застенках Тайной канцелярии. Жертвы мстительности Феофана исчисляются сотнями, в том числе многие архиереи: Феофилакт (Лопатинский), Георгий (Дашков), Игнатий (Смола), Сильвестр (Холмский-Волынец), Варлаам (Вонатович).
В Новгороде для совершения богослужений и рукоположения ставленников с 1734 года держал своим «споспешником» выехавшего из Грузии епископа Иосифа (Хвабулова), ни слова не понимавшего по-русски.
Прежний горячий защитник реформы, действовавший во имя интересов просвещения, в котором он видел единственный залог блага России, Феофан теперь, при изменившихся условиях русской жизни, хотя и старается ограждать результаты реформы от посягательств реакции, но по существу своей роли официального проповедника-публициста обращается из деятеля прогрессивного в строгого консерватора и становится панегиристом, оправдывающим существующий порядок даже и в тех случаях, когда он противоречил его собственному идеалу.
Феофана Прокоповича принято считать автором тезиса о триедином русском народе, концепция которого впоследствии стала официальной государствообразующей в Российской империи, и о самодержце Великой, Малой и Белой Руси.
Скончался на своём Карповском подворье в Петербурге 8 сентября 1736, произнеся при кончине своей слова: «О главо, главо! разума упившись, куда ся приклонишь?». Тело его было перевезено в Новгород и 20 сентября архиепископом викарным Иосифом погребено в южной стороне Софийского собора, подле тела Новгородского митрополита Иова.
Его богатая библиотека в 1742 году была передана в открывшуюся Новгородскую духовную семинарию.

### Как писатель и теоретик литературы
Но Феофан всё же оставался человеком, высоко ценившим и по возможности отстаивавшим науку и просвещение. В лучших своих произведениях он выступал представителем критически-обличительного направления. Исходя из понятий современного ему научного рационализма и протестантской теологии, Феофан отрицательно относился к старым формам московской церковной и общественной жизни, которые считал особенно благоприятствующими процветанию невежества или показной псевдо-учёности, ханжества и суеверия; во имя выставленного им идеала просвещённого человека и сильного своим просвещением государства он сатирически изображал современную ему русскую жизнь и в этом смысле может быть назван первым русским сатириком, первым представителем того направления, к которому впоследствии примкнули лучшие литературные силы страны.
Трагикомедия Феофана «Владимир» в русской культуре породила настоящую традицию, полемика с которой определила творческое развитие таких писателей и драматургов, как Яков Княжнин, Фёдор Ключарёв, Михаил Херасков, Андрей Муравьёв и Александр Грибоедов.
Выступал Феофан и как теоретик литературы и ораторского искусства. Составленные им «Поэтика» (1705) и «Риторика» (1706—1707) популяризировали теоретиков античности, Возрождения, барокко. Прокопович признавал искусство, утверждённое определёнными правилами и наставлениями, но поддерживал и принцип правдоподобия. Порицал Феофан «буйство» слога, «темноту» стиля, неумеренное употребление тропов и фигур. Кроме трагедии и комедии, Феофан допускал промежуточный драматический жанр — трагедокомедию. До Ломоносова он предлагал в «Риторике» различать три слога: высокий, средний и низкий. Все эти идеи Феофана предваряли будущий классицизм, утверждение которого на русской почве связано с именами Кантемира, Тредиаковского, Ломоносова и Сумарокова.
Его влияние на русского поэта Антиоха Кантемира, сатиры которого нередко являются только перифразом проповедей Феофана, было чрезвычайно сильно; возможно также и влияние его на Василия Татищева, автора первого капитального труда по русской истории, взгляды которого на русскую историю и современность вырабатывались, можно сказать, в школе Феофана.
Его сочинения на латинском языке изданы в XVIII веке в Кёнигсберге и Лейпциге Дамаскиным (Рудневым), Иакинфом (Карпинским), Давидом (Нащинским) и Самуилом (Миславским); некоторые переводились на русский язык. «Слова и речи» изданы в трёх частях (Санкт-Петербург, 1765).

### Как деятель политического сыска
Лично составлял инструкции по ведению допросов, которые активно использовались в Тайной канцелярии при ведении пыточного розыска, то есть дознания:
Пришед к (подсудимому), тотчас нимало немедля допрашивать. Всем вопрошающим наблюдать в глаза и на все лице его, не явится ли на нём каковое изменение, и для этого поставить его лицом к окошкам…Как измену, на лице его усмотренную, так и все речи его записывать
Евгений Анисимов, работа которого посвящена изучению политического сыска в России, определяет Феофана как русского Торквемаду.

## Оценка
Ректор Московской академии, впоследствии архиепископ Тверской, второй вице-президент Синода Феофилакт Лопатинский полагал (как и иные, например, Маркелл Радышевский) Феофана протестантом.
Протоиерей Георгий Флоровский: «Феофан Прокопович был человек жуткий. Даже в наружности его было что-то зловещее. Это был типический наёмник и авантюрист, — таких учёных наёмников тогда много бывало на Западе. Феофан кажется неискренним даже тогда, когда он поверяет свои заветные грёзы, когда высказывает свои действительные взгляды. Он пишет всегда точно проданным пером. Во всем его душевном складе чувствуется нечестность. Вернее назвать его дельцом, не деятелем. Один из современных историков остроумно назвал его „агентом Петровской реформы“. Однако, Петру лично Феофан был верен и предан почти без лести, и в Реформу вложился весь с увлечением. И он принадлежал к тем немногим в рядах ближайших сотрудников Петра, кто действительно дорожил преобразованиями».
«Не было почти рода писательства, к которому не был бы причастен Феофан. Богослов, проповедник, канонист, юрист, историк, поэт совмещались в нём с разною степенью дарования, но, во всяком случае, в необыкновенном сочетании. Таких разносторонних и плодовитых талантов мало можно встретить среди наших деятелей XVIII века. Взятая в целом личность Феофана Прокоповича всегда останется одной из центральных фигур русской истории XVIII столетия».

## Сочинения
- Приписывается Ф. Прокоповичу. Подробная летопись от начала России до Полтавской Баталии: В 4 частях / Под ред. И. Н. Болтина и Н. А. Львова. — 1-е изд. — СПб.: Печатано у И. К. Шнора.
  - Часть первая. — 1798. — XXVI, 233 с.
  - Часть вторая. — 1798. — XI, 243 с.
  - Часть третья. — 1799. — VII, 327 с.
  - Часть четвёртая. — 1799. — VI, 200 с.
- История о избрании и восшествии на престол блаженной и вечнодостойной памяти государыни императрицы Анны Иоанновны, самодержцы всероссийской. / Примеч. А. Терещенко // Сын отечества, 1837. — Ч. 184. — Отд. 2. — С. 23-73; То же, в текстовом формате. Архивировано 3 ноября 2013 года..
- Краткая повесть о смерти Петра Великого императора и самодержца Всероссийского, сочинённая Феофаном Прокоповичем, Архиепископом Новгородским и Св. Синода Первенстовавшим Членом. С присовокуплением описания порядка, держанного при погребении блаженной высокославной и вечнодостойнешей памяти Всепресветлейшего, Державнейшего Петра Великого, Императора и Самодержца Всероссийского и блаженной памяти Её Императорского Высочества, Государыни Цесаревны Натальи Петровны. — Спб.: Тип. И. Глазунова, 1831. — 120 с.
- Письма Феофана Прокоповича, писанные в царствование импер Екатерины I и Петра II. (1725—1730 г.) // Труды Киевской Духовной Академии, 1865. — No.2. — С. 297—310.
- Письмо Феофана Прокоповича к киевскому архиепископу о Братском училищном монастыре. 8 сентября 1736 г. // Русский архив, 1865. — Изд. 2-е. — М., 1866. — Стб. 329—336.
- Письмо архиеп. Феофана Прокоповича к канцлеру Остерману // Москвитянин, 1852. — Т. 6. — № 22. — С. 1-2.
- Показание прореченнаго прежде в словесех Божиих и давно уже явившагося в мире Великаго Антихриста чрез характиры его, в священном писании предложенныя, и по его явлении от многих прешедших лет узнанныя, и ныне ясно видимыя на нём, на пользу прямым истины искателям и рачителем спасения своего и на обличение мятежником, мир в отечестве нашем злобно терзающим и равным безумию своему беззаконием в Боговенчанных владетельных христах Господних показать суетно желающим Антихриста. Список 1812 г. (хранится в Секторе редких книг Национальной библиотеки Республики Карелия, инвентарный номер 36551р). 81 л. Архивировано 3 ноября 2013 года.
- Прокопович Ф. Сочинения / Под редакцией И. П. Еремина. М.-Л.: Издательство Академии наук СССР, 1961.
- Прокопович Феофан. Философские сочинения в 3-х тт. / Філософські твори в 3-х тт. (на украинском языке). Перевод с латинского. Киев: Наукова думка, 1979.
- Прокопович, Феофан Избранные труды / Феофан Прокопович; сост., авт. вступ. ст. и коммент. И. В. Курукин ; Ин-т общественной мысли .- Москва : РОССПЭН , 2010—623 с.